# Ricky Whittle
 (mai 2014).
Si vous disposez d'ouvrages ou d'articles de référence ou si vous connaissez des sites web de qualité traitant du thème abordé ici, merci de compléter l'article en donnant les références utiles à sa vérifiabilité et en les liant à la section « Notes et références ».
Pour les articles homonymes, voir Whittle.
Richard Whittle est un acteur anglais né le 31 décembre 1979 à Oldham dans le nord de l'Angleterre.

## Biographie

### Enfance et formation
Jeune, Ricky Whittle a beaucoup voyagé. Il n'est jamais resté plus de 3 ans dans le même pays. Son père, Harry Whittle, est en effet un ancien militaire de la Royal Air Force (RAF). Grand sportif, Ricky Whittle a excellé dans plusieurs sports[évasif], représentant son pays au niveau de la jeunesse dans le football, le rugby, le football américain et l'athlétisme. Après avoir été repéré par Arsenal Football Club et Celtic Football Club, plusieurs blessures consécutives l'ont poussé à poursuivre ses études en criminologie à l’Université de Southampton.

### Carrière
À l'université, Ricky Whittle est repéré comme mannequin, devenant ainsi le visage d'une campagne de publicité de Reebok en 2000. Après une audition réussie pour le personnage principal dans la série Dream Team sur la chaine télévisée Sky One, il a quitté l'université pour poursuivre une carrière
En janvier 2008, Ricky Whittle a participé au jeu télévisé britannique Weakest Link (équivalent du Maillon faible en France) et atteint la finale.
Il obtient de 2014 le rôle de Daniel Zamora, personnage principal dans la série Mistresses pendant deux saisons.
En 2016, il quitte la série Les 100 après trois saisons, à cause de désaccords avec le producteur Jason Rothenberg. On apprend ensuite qu'il a été professionnellement harcelé par ce dernier[réf. nécessaire].
Il est désormais un des acteurs principaux de la série American Gods, où il interprète Ombre Moon.

### Strictly Come Dancing
Ricky Whittle a également participé en 2009 à Strictly Come Dancing. Il obtient ses meilleures notes en quickstep, tango argentin, cha-cha-cha et rock 'n' roll. Bien qu'il ait battu Chris Hollins en finale, Ricky Whittle ne finira que second. Le juge Len Goodman a cependant affirmé que Ricky Whittle était le meilleur candidat qu'il ait jamais vu[réf. nécessaire].

### Vie privée
Ricky Whittle passe son temps libre à jouer comme running back pour l'équipe de football américain des Titans de Manchester (en).
Il participe à de nombreux organismes de charité, notamment pour la recherche contre le cancer.

## Filmographie
- 2000 : Dream Team : Ryan Naysmith
- 2004 : Holby City : David Richards (saison 6, épisode 18)
- 2006 - 2011 : Hollyoaks : Calvin Valentine (240 épisodes)
- 2010 : Canby Cabs
- 2012 : Single Ladies : Charles (saison 2, épisodes 6 à 14)
- 2012 : Napoleon Dynamite : Jerusha Hess
- 2013 : Austenland : Captain George East
- 2013 : NCIS : Enquêtes spéciales : Lincoln (saison 10, épisode 16)
- 2014 - 2016 : Les 100 : Lincoln (récurrent saison 1, principal saisons 2 et 3 - 35 épisodes)
- 2014 - 2016 : Mistresses : Daniel Zamora (11 épisodes)
- 2017 - 2021 : American Gods : Ombre Moon (Shadow Moon en V.O.)
- 2018 : Une femme de tête : Clint
- 2024 : Land of Bad de William Eubank : sergent Bishop